# Локалита Беларија (Лоди)
Локалита Беларија је насеље у Италији у округу Лоди, региону Ломбардија.
Према процени из 2011. у насељу је живело 69 становника. Насеље се налази на надморској висини од 87 м.